# Lask
Lask (szlovákul: Laškovce) község Szlovákiában, a Kassai kerület Nagymihályi járásában.

## Fekvése
Nagymihálytól 9 km-re délnyugatra, a Kelet-Szlovákiai Alföldön, a Dusa-patak jobb partján fekszik.

## Története
A régészeti leletek tanúsága szerint területén már 10.–12. században éltek emberek.
1310-ben a Bogátradvány nemzetség birtokaként említik először. A nemzetség Monoki ága a 16. századig volt itt tulajdonos. 1567-ben másfél portáról adózott a királynak. Négy a királyi katonák által felégetett ház és három új ház állt a településen. 1580 körül ismeretlen csapás érte a települést, mivel 1582-ben nem kellett adót fizetnie. 1600-ban a kis települések közé tartozott 9 lakott házzal. A 17. század elején kizárólag jobbágyok éltek itt. A század során a lakosság elszegényedett, száma lecsökkent. 1610-ben lakói zsellérek, egy és negyed portáról adóztak, míg 1635-ben négy és egynyolcad porta után. 1715-ben 5, 1720-ban 7 adózó háztartása volt.
A 18. század végén Vályi András így ír róla: „LASK. Tót falu Zemplén Várm. földes Ura Szirmai Uraság, lakosai katolikusok, ’s másfélék, fekszik, Pazditshoz 1/2 Vásárhelyhoz is 1/2 órányira, térséggel egyeles dombos határja, három nyomásbéli, búzát, gabonát, zabot, árpát, és tengerit is terem, erdeje, szőleje, és malma nints, piatza N. Mihályon.”
Fényes Elek 1851-ben kiadott geográfiai szótárában így ír a faluról: „Lask, orosz-tót falu, Zemplén vmegyében, Vásárhely fil. 93 r. 138 g. kath., 48 evang., 47 ref., 8 zsidó lak. gör. szentegyházzal, 414 hold szántófölddel. F. u. Szirmay. Ut. p. N. Mihály.”
Borovszky Samu monográfiasorozatának Zemplén vármegyét tárgyaló része szerint: „Lask, tót kisközség 312, nagyobbára róm. kath. vallású lakossal. Házainak száma 69. Postája Pazdics, távírója és vasúti állomása Bánócz. E község már 1324-ben szerepel, a mikor I. Károly 1324-ben Tholdi István mesternek adományozza. Később az Isépy családé lett. 1435-ben a Dobi és a Monaky családok bírják. 1507-ben Sempsei Ferenczet iktatják némely részeibe, de 1598-ban csak Monaky János özvegye a birtokosa. Az újabb korban az Andrássyak és a Szirmayak kezére jut és most gróf Andrássy Dénesnek van itt nagyobb birtoka. 1885-ben az egész község leégett. Gör. kath. temploma 1790-ben épült. A községhez tartozik Andrássy-major is.”
1920-ig Zemplén vármegye Nagymihályi járásához tartozott.

## Népessége
| Év:            | 1994. | 2004.    | 2014.    | 2024.    |
| -------------- | ----- | -------- | -------- | -------- |
| Emberek száma: | 422   | 530      | 667      | 766      |
| Eltérés:       |       | +25,59 % | +25,84 % | +14,84 % |

| Év:            | 2023. | 2024.   |
| -------------- | ----- | ------- |
| Emberek száma: | 763   | 766     |
| Eltérés:       |       | +0,39 % |

1910-ben 320, túlnyomórészt szlovák anyanyelvű lakosa volt.
2001-ben 511 lakosából 296 szlovák és 215 cigány volt.
2011-ben 612 lakosából 557 szlovák és 42 cigány volt.

## Nevezetességei
- Görögkatolikus temploma 1790-ben épült, 1922-ben megújították.